# 마이크 피아자
마이클 조지프 피아자(Michael Joseph Piazza, 1968년 9월 4일 ~ )은 전 미국의 프로 야구 선수이다. 1992년 로스앤젤레스 다저스에서 데뷔하였고 내셔널 리그에서 신인상, 실버 슬러거 10회, 1996년 올스타전 MVP 수상, 12회 내셔널 리그 올스타에 이름을 올렸다. 2005년 플레이보이 플레이메이트인 앨리시아 릭터와 결혼했다.

## 프로 입단 전
1968년 미국 펜실베이니아주 노리스타운에서 이탈리아 출신으로 출생한 피아자는 마이애미 데이드 대학교를 졸업하였다.
1988년 다저스가 62라운드 지명을 하여 로스앤젤레스 다저스와 계약하였다.

## 메이저 리거

### 로스앤젤레스 다저스
62라운드에 겨우 지명을 받은 피아자는 그 해 도미니카 공화국에서 포수 훈련에 참가하였는데, 이는 그의 포수 실력, 특히 공격력을 향상시킨다. 그는 버디 블랙을 상대로 1992년 9월 12일에 샌프란시스코 자이언츠전에서 첫 홈런을 기록하였다. 그는 그 해 21경기에서 0.232의 타율, 16안타의 성적을 기록한다.
1993년 35홈런과 112타점, 0.318의 타율, 149경기에 출장해 내셔널 리그 신인왕을 차지했다. 그는 또한 이 해 메이저 리그 올스타 게임 10연속 올스타 출전을 하고 이 해부터 2002년까지 10년 연속으로 실버 슬러거를 수상하게 되어 대표적인 공격형 포수로 성장한다.
1996년에는 올스타전 MVP, 실버 슬러거를 수상하고 184안타 36홈런과 105타점, 타율 0.336을 친다.
그는 1997년에도 활약을 계속되어 40홈런으로 124타점, 0.431의 출루율과 0.638의 장타율, 0.362의 타율을 기록해 커리어 하이를 기록하게 된다. 하지만 그는 래리 워커 뒤에 두 시즌 연속으로, MVP 투표에서 2위를 차지한다.

### 플로리다 말린스
몸값 문제로 다저스와 갈등을 겪은 그는 1998년 5월 15일 플로리다 말린스로 트레이드될 때까지 그는 다저스에 7시즌 동안 있었다. 게리 셰필드, 찰스 존슨, 바비 보니야, 마누엘 배리오스, 그리고 짐 아이젠라이크에 대한 대가로 말린스에 트레이드된다. 그는 말린스에서 5경기에서 출장해 18타수 5안타 1타점, 타율 0.278을 기록한다.

### 뉴욕 메츠
말린스는 피아자를 일주일 만에 뉴욕 메츠로 트레이드를 시킨다.
메츠는 1998년 1게임 차로 아쉽게 포스트 시즌 진출에 실패하고 2000년은 뉴욕 더비에서 4승 1패로 우승에는 실패했다.
피아자는 1999년부터 2001년까지 3할과 30홈런 이상을 유지했지만 2002년부터는 3할 밑으로 떨어지더니 2003년은 사타구니 근육이 파열되어 68경기 밖에 출장하였다.
이후 다시 100경기 이상을 출전하지만 3할과 30홈런은 더 이상 쳐 내지 못한다.(2003년 이후 가장 좋은 성적을 기록한 해인 2004년은 0.266의 타율, 121안타, 19홈런, 0.362의 출루율, 0.444의 장타율을 기록했다.)
결국 2005년은 피아자와의 계약을 포기했다.

### 샌디에이고 파드리스
2005년에 이어 피아자는 FA를 신청하고 그는 2006년 1월 29일 샌디에이고 파드리스와 1년 계약을 체결하였다. 피아자는 2006년 월드 베이스볼 클래식에서 이탈리아 야구 대표팀으로 선출되었다.
2006년 파드리스에서 포수 및 지명 타자로 22개의 홈런과 0.283의 타율로 파드리스의 서부 지구 우승을 지원, 2006년에는 회춘을 경험했다. 2006년 7월 21일, 마이크 피아자는 2,000안타를 기록하였다.
하지만 2006년 11월 파드리스는 피아자와의 계약을 포기하게 된다.

### 오클랜드 애슬레틱스
피아자는 2006년 12월 8일 오클랜드 애슬레틱스와의 FA 계약을 하였다. 그러나 2007년 트레이드 마감 시한을 5일 넘긴 날 웨이버 공시되었고 결국 은퇴를 선언한다.

## 기타

### 로저 클레멘스와의 관계
로저 클레멘스와 마이크 피아자와는 대표적인 앙숙관계이다.
당시 클레멘스는 피아자의 머리를 정통으로 맞추었다.(당시 속도 98마일)
또 한번은 피아자가 클레멘스의 공을 쳤는데, 배트가 부러져서 클레멘스 앞으로 날아갔는데, 그걸 클레멘스가 신경질적으로 부러진 배트를 잡고 피아자 쪽으로 던지자 화가 난 피아자는 클레멘스 쪽으로 다가갔다.(당시 클레멘스는 겁먹은 상태)
그 후로 계속 언론에서 앙숙으로 묘사하게 된다.

### 물병 투척 사건
2007년 7월 25일, 로스앤젤레스 에인절스와의 경기에서 당시 오클랜드 애슬레틱스 소속의 피아자는 9회초 타격을 준비하다 관중이 던진 물통에 머리를 맞았다. 물이 반쯤 차 있던 물통을 맞은 피아자는 다행히 헬멧을 쓰고 있어 다치지는 않았다. 피아자는 관중석을 향해 노려봤고, 이 장면을 지켜본 다른 관중들이 범인을 지목, 찾을 수 있었다.
구장 직원에 잡힌 물병 투척자는 로날드 플로리스라는 22세의 청년이었다. 화가 난 피아자는 경기 후 플로리스를 정식으로 고소하겠다는 입장을 밝혔고, 경찰은 플로리스를 체포했다.
플로레스는 감옥에서 징역 30일 및 2008년 3월 27일에 집행 유예 3년을 선고했다.

### 영화 출연
2003년 피아자는 투 윅스 노티스에 단역으로 출연하였다.

## 같이 보기
- 미국 야구 명예의 전당의 헌액자 목록